# إيفا ألكسندرسون
إيفا ألكسندرسون (بالسويدية: Eva Alexanderson)‏‏ (9 يناير 1911 في ستوكهولم - 20 ديسمبر 1994 ) مترجمة من السويد.

## التعليم
تعلمت إيفا ألكسندرسون في:
- جامعة لوند